# Paf (casa de apuestas)
Ålands Penningautomatförening o Paf es una compañía de juegos finesa que opera en un monopolio legal en las islas Åland (Finlandia). Paf también ejerce su actividad en Internet, así como a bordo de barcos.
Tiene autorización del gobierno provincial de Åland y organiza, entre otros, juegos de casino, diferentes tipos de loterías y apuestas de deporte.
En internet ofrece todo eso, además de juegos de habilidad, tragaperras y póquer.
El objetivo de Paf es el de generar fondos para causas humanitarias y sociales en las islas Åland. Paf también tiene filiales en Suecia y Estonia.
La contrapartida de Paf en Finlandia continental es la institución estatal de juego RAY ("Raha-automaattiyhdistys" en finés). Se han producido conflictos jurisdiccionales entre ambas instituciones.
En septiembre de 2008 se hizo público un acuerdo de patrocinio con el equipo de fútbol Atlético de Madrid.
La publicidad de Paf está presente en las camisetas, equipaciones e instalaciones del club.
PAF es uno de los operadores que pidieron la primera remesa de licencias de Juego en el mercado regulado español allá por febrero de 2012 y le fue concedida la licencia en junio del mismo año, cuando se dieron esas primeras licencias después de la entrada en vigor de la ley de juego (BOE-A-2011-9280).